# جورجيو براليا
جورجيو براليا (بالإيطالية: Giorgio Braglia)‏ هو لاعب كرة قدم إيطالي في مركز الهجوم، ولد في 19 فبراير 1947 في بومبورتو في إيطاليا. لعب مع إيه سي ميلان وفيورنتينا ونادي بريشيا ونادي روما ونادي فوجيا ونادي مودينا ونادي نابولي.